# Paul Gordan

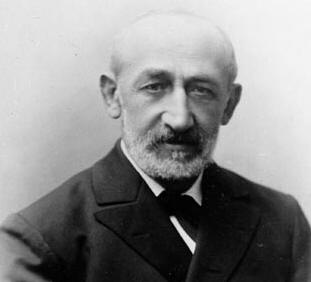
Paul Gordan, 1837–1912

Paul Gordan (Paul Albert Gordan; * 27. April 1837 in Breslau; † 21. Dezember 1912 in Erlangen) war ein deutscher Mathematiker. Er ist bekannt als „König der Invariantentheorie“.

## Leben
Paul Gordan wurde am 27. April 1837 als Sohn des jüdischen Bankiers und Pelzhändlers David Gordon, später Gordan (geboren am 24. Oktober 1802 in Lublinitz, gestorben am 21. Oktober 1872 in Frankfurt am Main), und dessen Ehefrau Friederike Friedenthal in Breslau geboren. Er machte zunächst in Breslau, Genf und Berlin eine Ausbildung im Bankgewerbe. Am 21. Juli 1855 ließ er sich, damals gerade 18 Jahre alt, in Berlin taufen. 1855/56 besuchte er in Berlin eine Vorlesung von Ernst Eduard Kummer zur Zahlentheorie. Nach seinem Studium von 1857 bis 1862 in Breslau, Königsberg und an der Friedrich-Wilhelms-Universität zu Berlin, der Promotion in Berlin 1862 und der Habilitation in Gießen 1863 war er seit 1864 außerordentlicher Professor in Gießen, wo er Alfred Clebsch kennenlernte. Mit diesem führte er die Clebsch-Gordan-Koeffizienten ein.
Ab 1874 war er zunächst außerordentlicher Professor an der Universität Erlangen und freundete sich mit Felix Klein an. Im gleichen Jahr 1874 wurde Gordan zum Mitglied der Leopoldina gewählt. 1878 wurde er Ehrenmitglied der London Mathematical Society. Seit 1886 war er korrespondierendes Mitglied der Bayerischen und seit 1900 der Preußischen Akademie der Wissenschaften. 1904 wurde er korrespondierendes Mitglied der Académie des sciences. Von 1875 bis 1910 war er ordentlicher Professor in Erlangen, 1910 wurde er emeritiert. Gordan betreute die Doktorarbeit von Emmy Noether, deren Vater Max Noether ebenfalls als Mathematikprofessor seit 1875 in Erlangen tätig war.
1894 war er Präsident der Deutschen Mathematiker-Vereinigung.
Der Asteroid (23699) Paulgordan wurde am 4. August 2001 nach ihm benannt.

## Abhandlungen (Auswahl)
- „Ueber ternäre Formen dritten Grades“, Mathematische Annalen, Band 1 (1869), S. 90.
- „Die simultanen Systeme binärer Formen“, Mathematische Annalen, Band 2 (1870), S. 227.
- „Ueber die Auflösung linearer Gleichungen mit reellen Coefficienten“, Mathematische Annalen, Band 6 (1873), S. 23.